# Malmedy
Malmedy (fr. Malemder, Malmédy; wa. Måmdey; hist. Malmünd) – miasto we wschodniej Belgii, w Regionie Walońskim, w prowincji Liège, w okręgu Verviers. 1 stycznia 2024 roku liczyło 12 950 mieszkańców. Leży niedaleko granicy z Niemcami, we wspólnocie niemieckojęzycznej

## Historia
Po I wojnie światowej rejon Malmedy i pobliskiego miasta Eupen miał być miejscem plebiscytu dotyczącego oderwania tego obszaru od Niemiec i włączenia go do Belgii. Mieszkańcy, obawiając się deportacji do Rzeszy wybrali przynależność do Belgii. Aneksja nastąpiła 6 marca 1925 roku.
W 1944 roku, podczas ofensywy w Ardenach, w Malmedy miała miejsce masakra alianckich jeńców wojennych. Wtedy to 84 Amerykanów zostało zabitych przez oddział Waffen-SS LSAH. Co więcej dnia 23, 24 i 25 grudnia 1944 roku miasto zostało zbombardowane przez Siły Powietrzne Armii Stanów Zjednoczonych, pomimo iż miasto znajdowało się pod kontrolą wojsk amerykańskich. Ataki te spowodowały śmierć około 200 cywilów, a liczba ofiar wśród amerykańskich żołnierzy nigdy nie została podana do publicznej wiadomości.

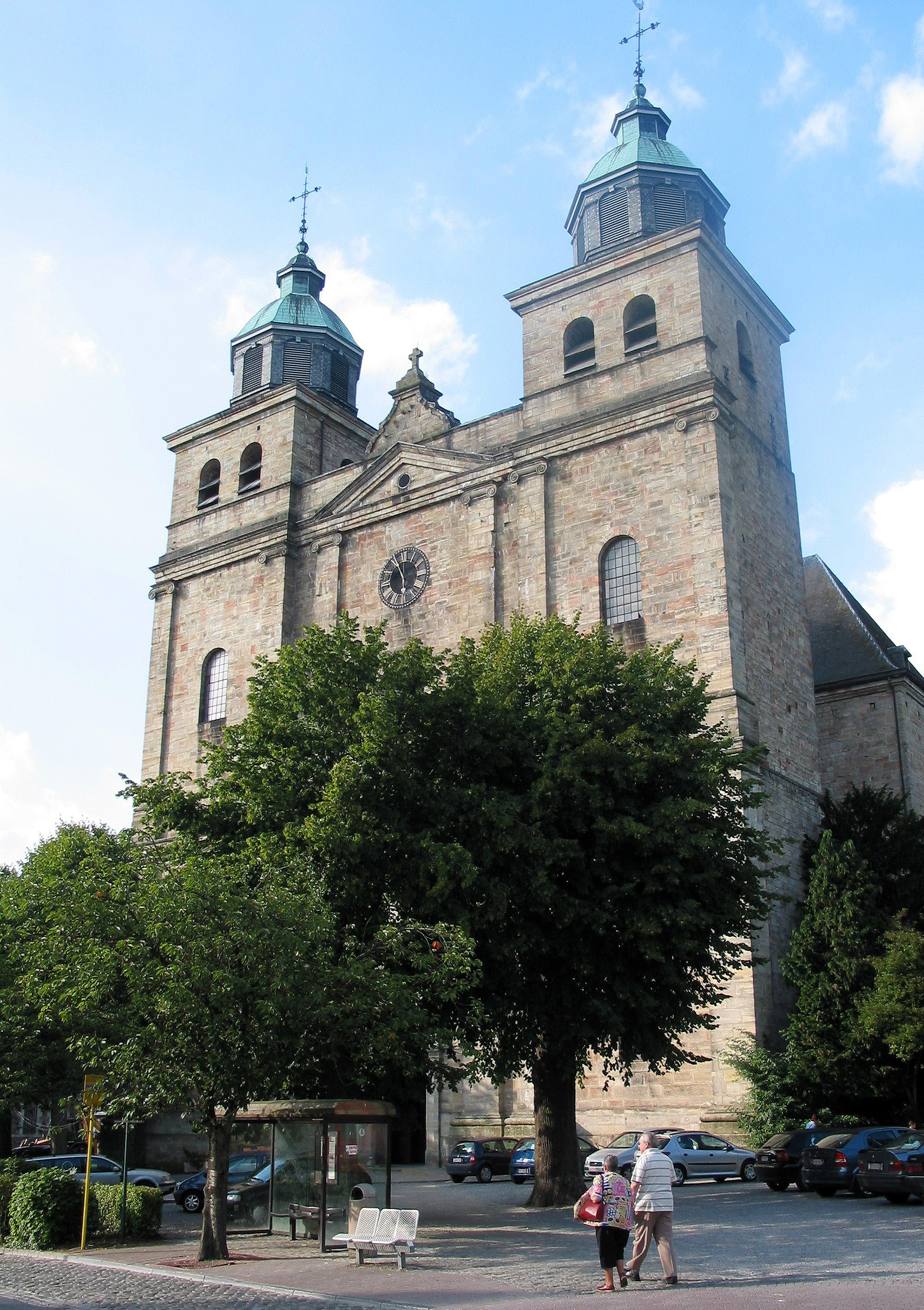
Katedra w Malmedy z 1777 r.

## Podział administracyjny
W skład miasta wchodzą dwie dzielnice (section):
- Bellevaux-Ligneuville
- Bévercé (Wywertz)

## Turystyka
Główny kościół w Malmedy został zbudowany w 1777 roku i pełnił funkcję katedry w latach 1920−1925.